# Monvillea cavendishii
Monvillea cavendishii là một loài thực vật có hoa trong họ Cactaceae. Loài này được (Monv.) Britton & Rose mô tả khoa học đầu tiên năm 1920.